# 출발! 울산대행진
출발! 울산대행진은 TBN 울산교통방송(FM 104.1㎒)에서 평일 아침 7시부터 9시까지 방송되는 울산 지역의 출근길 아침 라디오 프로그램이다.

## 코너소개

### 매일 코너
- 오늘 간추린 뉴스 : 밤사이 간추린 뉴스 전달
- 집중! 교통 분석 : CCTV로 실시간 모니터링, 출근길 정체구간 안내 및 우회정보 제공
- 알랑가몰라 퀴즈- 몰라도 상관없지만 알아두면 도움이 되는 퀴즈!
- 진영씨의 할말 잇 수다- 세상을 향한 쓴소리. 여러분은 어떻게 생각하나요?
- 모닝 스포츠(중앙일보 김지한 기자) : 경기 소식과 다양한 스포츠 이슈 전달

### 요일 코너
- 월 
  - 지금 경제는 - 어렵고 복잡한 경제 이슈를 가볍게 들어볼까요? (조선Biz 박진우 기자)
  - 시사의 품격 -다양한 뉴스(사회, 생활, 문화, 과학 등)를 파헤쳐 봅니다! (김수민 평론가)
- 화
  - 지금 울산은 - 한주간의 울산 소식은 어떤게 있을까요?(울산신문 전우수 부장)
  - 승부의 품격 - 스포츠에 관한 무엇이든 물어보시죠!(스포티비 이성필 기자)
- 수
  - 지금 도로위는 - 한주간의 교통 소식! (오토타임즈 김성환 기자)
- 목
  - 지금 세계는 - 세계의 모든 이슈, 정리합니다!(국민일보 쿠키뉴스 송금종 기자)
- 금 
  - 지금 이슈는 - 국내외 한주간 이슈 정리합니다! (오마이뉴스 박정호 기자)
  - 그냥, 행복하개 - 반려동물 친화 도시 울산을 만듭니다! (정다혜 리포터)

### 월,수,금 코너
- - 울산인(人,IN) - 오늘 울산의 키워드! 진영씨가 알려드립니다!

### 격주 코너
- 한국국토정보공사와 함께하는 드론교통정보 : 드론을 활용한 교통정보의 입체적 전달